# Ana Miranda (actriz)
Ana María Nóbrega Miranda (Fortaleza, 19 de agosto de 1951) es una novelista, poetisa y exactriz brasileña. Escribe guiones, ensayos y reseñas críticas en periódicos y revistas, y da conferencias en universidades y otras instituciones.

## Biografía
Ana Miranda nació en 1951 en el costero barrio Praia de Iracema, en Fortaleza, capital del estado de Ceará. Sus padres eran el ingeniero José Américo de Almeida y el ama de casa Zuíla César Nóbrega.
Cuando tenía cinco años de edad, su padre fue contratado como ingeniero civil para la construcción de la ciudad de Brasilia, que sería la futura capital de Brasil. En enero de 1957 se trasladó con su familia a Río de Janeiro, mientras que su padre se fue a vivir solo a Brasilia, porque el sitio de construcción era muy inhóspito, y todavía no tenía escuela, hospital ni comodidad alguna.
Dos años después, en 1959, se mudaron todos a Brasilia.
En 1967, cuando Ana tenía 16 años y su hermana Marlui 17 años, ambas ganaron el Festival de Música de Brasilia, con el chorinho Boa vida, y se convirtieron inmediatamente en celebridades. El expresidente de Brasil, Fernando Collor de Mello, que fue compañero de Ana Miranda en la Escuela Integral de Brasilia, llegó a asistir a una de estas presentaciones musicales, y le aconsejó a su excompañera que «cuidara su postura en el escenario». La joven Ana estaba muy involucrada en sus estudios artísticos y se fue a Río de Janeiro a un curso de verano con el gran artista Ivan Serpa. Sorprendida por la muerte de su padre, se vio obligada a interrumpirlo y volver a Brasilia. Siguió estudiando en la capital.
En 1969 regresa definitivamente a Río de Janeiro, donde continuó sus estudios. Publicó los libros de poesía Anjos e demônios (‘ángeles y demonios’, 1979) y Celebrações do outro (‘celebraciones del otro’, 1984).
Entre 1971 y 1979 trabajó como actriz, en largometrajes brasileños:

Foi uma ótima experiência, aprendi muito, principalmente sobre o Brasil, pois pude viajar e penetrar muitas realidades de nosso país, conheci muitas pessoas inesquecíveis, adoro cinema. Mas não sei se posso chamar minha experiência de um trabalho de atriz, eu apenas estava por ali, e me convocavam a participar dos filmes, au gostava de viajar com as equipes de cinema. Era um tempo em que se fazia cinema por amor, mas a minha compulsão sempre foi autoral, jamais soube interpretar, não gosto de ser olhada.
Fue una óptima experiencia, aprendí mucho, principalmente sobre Brasil, porque pude viajar y penetrar muchas realidades de nuestro país, conocí a muchas personas inolvidables, adoro el cine. Pero no sé si puedo llamar a mi experiencia de trabajo como actriz, yo simplemente estaba allí, y me convaban a participar en las películas, me gustaba viajar con los equipos de cine. Fue un tiempo en que se hacía cine por amor, pero mi compulsión siempre fue autoral, nunca supe interpretar, y no me gusta ser mirada.
Ana Miranda

Su vida literaria comenzó en 1978, con la publicación de un libro de poesías.
En 1989 logró publicar esa primera novela, Boca do inferno, que tiene como personaje central al poeta bahiano Gregorio Matos. Recreando el lenguaje barroco en el discurso de los personajes, Ana Miranda cuenta la trama histórica del asesinato del alcalde de la ciudad de Salvador de Bahía, donde el padre Antonio Vieira fue encarcelado por la Justicia, y el poeta Gregorio de Matos estuvo bajo sospecha de haber participado en el crimen. Mientras tanto, Ana Miranda cuenta la historia ficticia de María Berco, ama de llaves de una dama de la familia de Vieira, a quien se le encomienda esconder la mano cortada del alcalde. Después de vagar por las calles, María Berco termina robando el anillo que está en la mano del alcalde, y este error transforma su vida. Con este libro, el barroco brasileño se ve en toda su exuberancia, sus caprichos y contradicciones.
Fue un libro tan bien aceptado que estuvo durante un año en la lista de los libros más vendidos en Brasil del periódico Jornal do Brasil. Se publicó en varios países, como
Alemania,
Argentina,
Dinamarca,
España,
Estados Unidos,
Francia,
Holanda,
Inglaterra,
Italia,
Noruega y
Suecia.
En 1990 el libro fue galardonado con el premio Jabuti de Revelación.
El mismo libro mereció una entrada en el Anuario 1990 de la Enciclopedia britannica y la enciclopedia alemana de literatura, Kindlers Literaturlexicon.
Su segunda novela, O retrato do rei (El retrato de rey, 1991) es una recreación histórica de la Edad de Oro de Brasil.
En 1993 publicó su tercera novela, Sem pecado (‘sin pecado’), una ficción contemporánea de estilo policíaco que recuerda a las obras de Rubén Fonseca ―quien fue consejero de Miranda en su primer libro―.
En 1996 fue escritora visitante en la Universidad de Stanford, y ha dado conferencias y lecturas en las universidades de
Berkeley,
Dartmouth,
Roma y de
Yale,
entre otros.
Entre 1999 y 2003, Ana Miranda representó a Brasil en el grupo de escritores que concede anualmente ―en Roma y en París― el Premio Unión Latina de Novela.
En 1995 llegó la novela sobre el poeta Augusto dos Anjos, titulada A última quimera, que recibió un premio de la Biblioteca Nacional.
En 1996, Ana Miranda publicó otra novela de ficción histórica, Desmundo, que cuenta la historia de las mujeres portuguesas huérfanas que llegaron a Brasil para casarse con los colonos; el tema fue inspirado por un episodio histórico mencionado en una carta del padre Manoel da Nobrega, en 1554. Desmundo es una impresionante recreación de Brasil en el siglo XVI, visto bajo visión sin precedentes de una mujer, como se narra en primera persona. En Desmundo explora el idioma portugués arcaico. En 2002, esta novela fue adaptada al cine: un largometraje dirigido por el cineasta francés Alain Fresnot, que sin embargo exploró la vertiente más sociológica de la novela, en vez del complejo universo femenino, religioso y supersticioso presentado en la novela.
También en 1996, Ana Miranda publicó la novela Clarice, que narra de manera creativa y audaz la vida de Clarice Lispector (1920-1977), la gran escritora ucraniano-brasileña que revolucionó en Brasil el enfoque psicológico de abordaje de los personajes literarios.
La novela Amrik (1997), que transcurre en el fin del siglo XIX, habla de los inmigrantes libaneses en São Paulo.
En 1998 Ana Miranda organizó una colección de poesías de amor conventual, Que seja em segredo (‘que sea en secreto’), que es la correspondencia de poetas portugueses con monjas enclaustradas.
Desde 1998 colabora con la revista Caros Amigos.
En 1999 fue la publicación del primer libro de cuentos de la autora, titulada Noturnos, cuentos que se encadenan como si se tratara de una novela
Entre 1999 y 2009, Ana Miranda vivió en la ciudad de São Paulo.
En 2000, Ana Miranda presentó una antología de sueños, Caderno de sonhos que parecen un desfile aterrador de símbolos y arquetipos, escrito cuando la autora tenía veintiún años. Hay una controversia en torno a la idea de si el libro es real o fue inventado la escritora.
En 2002, Ana Miranda publicó la novela Dias & dias (Días y días) con la editora Companhia das Letras (igual que todas sus otras novelas). Con una narrativa que se parece más a la de un diario íntimo, una aparente informalidad en el lenguaje, e información sobre el Brasil del siglo XIX, Ana Miranda recreó la vida de uno de los más grandes poetas románticos de Brasil: Antônio Gonçalves Dias, quien fue autor de la Canção do exílio, la más famosa de todas las poesías brasileñas: «Minha terra tem palmeiras, onde canta o sabiá…» (‘mi tierra tiene palmeras, donde canta el zorzal’). En 2003, este libro recibió el premio Jabuti en la categoría novela, y el premio de la Academia Brasileña de Letras en la misma categoría.
En 2003 publicó Deus-dará, una colección de cuentos escritos para la revista Caros Amigos.
En 2004 publicó su primer libro infantojuvenil, Flor do cerrado, que también inaugura la literatura autobiográfica en su obra.
Ese mismo año (2004), Ana Miranda publicó Prece a uma aldeia perdida (‘Oración a una aldea perdida’), una larga poesía que encarna todo el sentimiento del exilio y la pérdida de las raíces y los orígenes que se encuentra en la última frase de Iracema, de José de Alencar: «Tudo passa, e nada passará, sobre a terra» (‘todo pasa, y nada pasará sobre la tierra’).
Desde agosto de 2004, escribe crónicas en el Correo Braziliense sobre sus recuerdos de la época de la construcción de la capital brasileña.
Miranda publicó cinco libros infantiles:
Lig e o gato de rabo complicado (‘Lig y el gato de rabo complicado’), y
Lig e a casa que ri (‘Lig y la casa que ríe’), por Companhia das Letrinhas;
Mig, o descobridor (‘Mig, el descubridor’), y
Mig, o sentimental (‘Mig el sentimental’), por la editora Récord; y
Carta do tesouro (‘Mapa del tesoro’), por la editora Armazém da Cultura, un texto inspirado por la Declaración de los Derechos del Niño.
En 2009 publicó otra novela, Yuxin, ambientada en los bosques de Acre en 1919, basada en la investigación lingüística llevada a cabo por el historiador Capistrano de Abreu. El libro, que tiene una excelente portada realizada por la propia escritora, viene con un CD homónimo de Marlui Miranda (1949-), cantante y compositora de música indígena de Brasil, y hermana de la escritora (quien le dedica la novela).
En abril de 2009, comenzó una serie de crónicas memorialísticas sobre la ciudad de Fortaleza, donde nació, publicadas por el periódico local, O Povo (‘el pueblo’). Después de pasar cinco décadas alejada de su tierra natal, la autora volvió a Ceará, donde reside actualmente.
Ana Miranda es una escritora profesional: participó en varias antologías, escribió artículos para periódicos y revistas. Además, es investigadora y organizadora de las publicaciones: preparó y editó obras de Vinicius de Moraes y de Otto Lara Resende.

## Obra literaria

### Libros publicados
- 1978: Anjos e demônios (poesía). Río de Janeiro: José Olympio Editora/INL.
- 1983: Celebrações do outro (poesía). Río de Janeiro: Antares.
- 1989: Boca do inferno (novela). São Paulo: Companhia das Letras.
- 1991: O retrato do rei (novela). São Paulo: Companhia das Letras.
- 1993: Sem pecado (novela). São Paulo: Companhia das Letras.
- 1995: A última quimera (novela). São Paulo: Companhia das Letras.
- 1996: Clarice (novela). São Paulo: Companhia das Letras.
- 1996: Desmundo (novela). São Paulo: Companhia das Letras.
- 1997: Amrik (novela). São Paulo: Companhia das Letras.
- 1998: Que seja em segredo (antología poética). Río de Janeiro: Dantes.
- 1999: Noturnos (cuentos). São Paulo: Companhia das Letras.
- 2000: Caderno de sonhos (diario). Río de Janeiro: Dantes.
- 2002: Dias & dias (novela). São Paulo: Companhia das Letras.
- 2003: Deus-dará (crónicas). São Paulo: Casa Amarela.
- 2004: Prece a uma aldeia perdida (poesía). São Paulo: Récord.
- 2004: Flor do cerrado (infantojuvenil). Companhia das Letrinhas, São Paulo.
- 2005: Lig e o gato de rabo complicado (infantil). São Paulo: Companhia das Letrinhas.
- 2006: Mig, o descobridor (infantil). Río de Janeiro: Récord.
- 2006: Tomie, cerejeiras na noite (infantojuvenil). São Paulo: Companhia das Letrinhas.
- 2009: Lig e a casa que ri (infantil). São Paulo: Companhia das Letras.
- 2009: Yuxin, alma (novela). São Paulo: Companhia das Letras.
- 2010: Carta do tesouro (infantil y adulto). Fortaleza: Armazém da Cultura.
- 2010: Mig, o sentimental (infantil). Río de Janeiro: Récord.

## Filmografía[5]

### Como actriz
- 1971: Os devassos.
- 1971: O rei dos milagres.
- 1971: Mãos vazías.
- 1971: Como era gostoso o meu francês, como una india brasileña.
- Anchieta
- 1972: Quem é Beta?
- 1972: João en het mes, como María
- 1973: Amor, carnaval e sonhos, de Paulo César Saraceni, como Isolde/Iansan
- 1973: O capote (película de televisión).
- 1974: Ovelha negra, uma despedida de solteiro.
- José do Brasil, de Paulo César Saraceni;
- 1975: A lenda de Ubirajara.
- 1976: Padre Cícero.
- 1976: A nudez de Alexandra, como Diana.
- 1977: Na ponta da faca.
- 1977: Tenda dos milagres.
- Crônica de um industrial, de Luiz Rosemberg Filho;
- A faca e o río, de George Sluizer, una coproducción de Brasil y Países Bajos, en la cual fue la protagonista, junto a Jofre Soares.
- 1978: Crônica de um industrial.
- 1978: Amor bandido.
- 1979: O princípio do prazer.
- 1979: A rainha do rádio.

### Como escritora
- 2002: Desmundo, de Alain Fresnot.

## Premios y reconocimientos
- 1990: premio Jabuti a la revelación del año, por Boca do inferno.
- 2003: premio Jabuti a la novela del año, por Días y días.
- 2003: premio de la Academia Brasileña de Letras por Días y días.